# (32444) 2000 RL101
2000 RL101 (asteroide 32444) é um asteroide da cintura principal. Possui uma excentricidade de 0.10836480 e uma inclinação de 13.55667º.
Este asteroide foi descoberto no dia 5 de setembro de 2000 por LONEOS em Anderson Mesa.